# Iron Man 3
Iron Man 3 és una pel·lícula nord-americana sobre el superheroi Iron Man, de Marvel Comics, produïda per Marvel Studios i distribuïda per Walt Disney Pictures. És la seqüela d'Iron Man (2008) i Iron Man 2 (2010), i és la primera pel·lícula amb la qual es va donar inici a la segona fase de l'univers cinematogràfic de Marvel, sent la primera gran estrena de la franquícia després de The Avengers (2012) que va ser la sisena i última pel·lícula de la primera fase del ja esmentat univers cinematogràfic.
Shane Black va ser requerit per a dirigir un guió escrit per ell mateix i Drew Pearce, el qual està basat en la història Extremis de Warren Ellis. Robert Downey Jr. repeteix el seu paper com Tony Stark, amb Gwyneth Paltrow i Don Cheadle repetint els seus papers com Pepper Potts i James Rhodes, respectivament. Jon Favreau, qui va dirigir les dues primeres pel·lícules, va servir com a productor executiu i repeteix com a actor fent el paper de Happy Hogan ara com a supervisor de seguretat.
El repartiment compta amb les incorporacions dels actors Rebecca Hall, Guy Pearce i Ben Kingsley, interpretant a la Dra. Maya Hansen, una doctora que és una de les creadores del virus Extremis; el Dr. Aldrich Killian, empresari i primer subjecte en experimentar el Extremis, i El Mandarín, líder terrorista i principal vilà, respectivament.
La pel·lícula va ser estrenada el 3 de maig de 2013 als Estats Units. La primer va ser el 18 d'abril a Londres i el 24 d'abril es va iniciar l'estrena a la resta de països, a Mèxic es va estrenar el 26 d'abril.

## Sinopsi
El descarat però brillant empresari Tony Stark/Iron Man s'enfrontarà a un enemic amb un poder sense límits. Quan Stark entén que el seu enemic ha destruit el seu univers personal, ell s'embarcarà en una angustiosa recerca per trobar el culpables. Stark haurà de sobreviure amb els seus propis medis, haurà de confiar amb el seu ingeni i instint per tal de protegir a qui estima. Durant la lluita donarà resposta a una pregunta que, en secret, l'atormenta: L'hàbit fa al monjo o és al contrari?

## Repartiment
| - Robert Downey Jr. com a Tony Stark - Gwyneth Paltrow com a Virgina "Pepper"Potts - Don Cheadle com a James "Rhodey" Rhodes / Iron Patriot - Guy Pearce com a Aldrick Kilian - Rebecca Hall com a Maya Hansen | - Ty Sympkins com a Harley Keener - Stéphanie Szostak com a Ellen Brandt - James Badge Dale com a Eric Savin - Jon Favreau com a Harold "Happy" Hogan - Ben Kingsley com a Trevor Slattery |

Paul Bettany repeteix el seu paper com a J.A.R.V.I.S. Ashley Hamilton interpreta a Taggart, una soldada de Extremis. Mark Ruffalo fa un cameo, reprenent el paper de Bruce Banner, de la pel·lícula "The Avengers", no acreditat en l'escena post crèdits.

## Estrena
La distribució mundial de Iron Man 3 va estar a càrrec de Walt Disney Studios Motion Pictures, menys a la Xina, on va ser distribuïda per DMG Entretaintment y a Alemanya i Àustria on va ser estrenada per Tele München Group. La versió xinesa de la pel·lícula conté escenes addicionals especialment preparades i fetes exclusivament per l'audiència de la Xina.
L'estrena es va fer al Grand Rex a Paris el 14 d'abril de 2013, on Robert Downey Jr. i Gwyneth Paltrow van assistir.[./Iron_Man_3#cite_note-Paramount-21 [N 1]]

## Recepció

### Crítica
La pàgina web Rotten Tomatoes va reportar un índex d'aprovació del 79%, amb una qualificació mitjana de 7/10, sobre la base d'una suma de 328 ressenyes. Breaking-Views Índia va dir d'Iron Man 3 és un èxit de taquilla d'estiu perfecte per a tota la família. Giovanni Fazio, si ressenya per al Japan Times, va cridar a la pel·lícula «una pel·lícula de crispetes de blat de moro per excel·lència». Metacritic, basada en 44 opinions de crítics, li va donar una puntuació de 62 sobre 100 indica «crítiques generalment favorables».

### Taquilla
Iron Man 3 va guanyar 13,2 milions de dòlars en el seu primer dia en dotze països i va establir rècords d'obertura a les Filipines (1,5 milions) i Taiwan (1,4 milions). Va aconseguir el segon millor resultat en el dia d'estrena a l'Argentina, només per darrere de Harry Potter i les Relíquies de la Mort - Part 2. La pel·lícula va recaptar 195.300.000 de dòlars en 42 països durant els primers cinc dies.